# Bitka između Kratkouhih i Dugouhih
Bitka između Kratkouhih i Dugouhih, Jedna od najpoznatijih priča o Rapa Nuiju govori o legendi o Hanau Momoko i Hanau 'E'epe, dvjema grupama koje su dijelile, a zatim se sukobile oko otoka prije mnogo stoljeća, što je kulminiralo epskom bitkom u podnožju poluotoka Poike. Za Hanau 'E'epe se govorilo da imaju robustan oblik i da su bili poznati po tome što su umjetno produljivali ušne resice (epe roroa). Hanau Momoko bili su vitki s običajem tetoviranja tijela. Neke verzije tvrde da su obje grupe stigle zajedno, pod vodstvom Hotu Matu’a, koji je bio Hanau Momoko. Drugi pokazuju da su Hanau 'E'epe stigli kasnije i bez žena, uzimajući žene Hanau Momoko za supruge. Ova je legenda postala posebno popularna s naglaskom koji je stavljen u knjigama norveškog istraživača Thora Heyerdahla. Vjerovao je da priča o dvjema različitim rasama koje dijele otok opravdava njegovu hipotezu o drevnoj kolonizaciji Uskršnjeg otoka s južnoameričkog kontinenta.
Ova je legenda prilično čudna jer se mnogi njeni elementi ne pojavljuju ni u jednoj drugoj priči, pjesmi ili poznatom drevnom pjevanju. Ukratko, legenda kaže da su Hanau ‘E’epe imali problema da osnuju svoje društvo na otoku prekrivenom vulkanskim stijenama. Zbog toga su počeli vaditi kamenje i stijene, bacati ih u more ili od njih graditi spomenike. Vrlo brzo su shvatili da bi uklanjanje kamenja sa 16 tisuća hektara (gotovo 40 000 akara) cijelog otoka bio titanski zadatak i zamolili Hanau Momoko za pomoć. Međutim, ovaj je to odbio, tvrdeći da im je kamenje potrebno za uzgoj jestivih biljaka. Hanau 'E'epe su migrirali na poluotok Poike kako bi nastavili svoj rad, ali su gajili duboku ogorčenost prema Hanau Momoko. Nakon nekog vremena, i nakon što su konačno očistili poluotok od kamenja, izgradili su veliki jarak od Potu Te Rangi do Mahatu’a, cijelom dužinom područja koje je spajalo Poike s ostatkom otoka. U taj jarak nabacali su goleme hrpe drva, kao da će skuhati golemi obrok. Hanau Momoko su se počeli brinuti, jer su se pojavile glasine da je ovaj jarak izgrađen za kuhanje Hanau Momoko. Nestanak neke djece Hanau Momoko i sumnje usmjerene prema jednom od vođa Hanau 'E'epe, zvanom Iko, koji je imao kanibalističke sklonosti, doveli su do toga da su obje skupine odlučile da moraju eliminirati one druge.
En Potu Te Rangi, Hanau Momoko žena, zvana Moko Pinge'i, koja je bila udana za Hanau 'E'epe čovjeka, odlučila je da mora pomoći svojim suplemenicima. Postavila je znak kako bi Hanau Momoko znali kada svi Hanau 'E'epe spavaju. Jedne je noći izašla iz svoje kuće plesti košare i s tim se neki Hanau Momoko, koji je razumio njezinu poruku, tiho popeo uz litice u Te Hakaravi i sakrio se na istočnoj strani Poike. U zoru, ostatak Hanau Momoko snaga pokrenuo je frontalni napad prema jarku u smjeru Ava o Iko. Pripremljen, Hanau 'E'epe osvijetlio je drvo kao neprohodnu vatrenu barijeru. Tada su trupe Hanau Momoko skrivene na Poikeu napale sa stražnje strane i gurnule Hanau 'E'epe uz vlastiti zid vatre. Mnogi su pali na lomaču i izgorjeli do smrti u incidentu koji je kasnije postao poznat kao Ko te Umu Roa a Tavake, velika "peka školjki" u Tavakeu. Rat se nastavio bez prestanka sve dok svi Hanau 'E'epe, s izuzetkom jednog zvanog 'Ororoine, nisu ubijeni. Život mu je pošteđen i na kraju je imao mnogo potomaka.

## O mitu
Legenda o Hanau ‘E’epe i Hanau Momoko mogla bi se smatrati objašnjenjem nekoliko kulturnih razina na otoku, u nekim slučajevima, kao rezultat dolaska različitih skupina mornara iz različitih područja Polinezije. Među tim kulturološkim razlikama moglo bi biti proširenje ušnih resica, tradicija koja se nalazi među kasnijim skupinama Maora, i neke drvene skulpture u stilovima koji nisu prisutni među starijim kipovima.
To bi također moglo objasniti postojanje čudne prirodne formacije, jarka Poike, koji je odvajao poluotok Poike od ostatka otoka i mogao dovesti do pretpostavke da je to bila obrambena barijera s glavnom ulogom tijekom rata između dviju zavađenih skupina. Takođedr pokušava opravdati nedostatak kamenja na Poikeu, navodno zato što bi 'E'epe uklonili kamenje s padina poluotoka kako bi se lakše kretali.
Na drugoj razini, legenda objašnjava neke notorne razlike u arheološkim tragovima pronađenim na Poikeu: statue od trahita, jedinstveni Petroglifi, redovi taheta (kamenih bazena) i nekoliko astronomskih prikaza. Ovi se aspekti pripisuju kulturnim razlikama između 'E'epea i Momokoa. Kao da sve to nije dovoljno, legenda uzima u obzir i napuštanje poluotoka Poike u 18. ili 19. stoljeću, kada je ova priča prvi put ispričana. To također opravdava strah koji neki Otočani imaju, čak i danas, da provedu noć na Poikeu zbog navodne prisutnosti duhova Hanau 'E'epe.
Ipak, moral legende je najvažniji aspekt. Naglašava Rapanuima važnost kamenja za litičku gnojidbu. Za izgradnju kamenjara bilo je potrebno kamenje. Oni su zaštitili tlo od erozije, zadržali vlagu u zemlji mnogo dulje i opskrbili hranjivim tvarima (željezo, fosfor i drugi minerali) koji su neophodni za rast mnogih usjeva. Hanau ‘E’epe su stradali zbog svoje tvrdoglavosti u želji da uklone kamenje iz tla, dok su Momoko preživjeli jer su shvatili njihovu važnost za poljoprivredu. Napredovanje erozije na Poikeu nastavlja se kao upozorenje na to.